# Хорхе Ернандес (футболіст, 2000)
Хорхе Ернандес (ісп. Jorge Hernandez, нар. 8 листопада 2000) — американський футболіст мексиканського походження, півзахисник одеського «Чорноморця».

## Клубна кар'єра
Вихованець клубу «Лос-Анджелес Гелаксі». Ернандес дебютував на дорослому рівні в грі за резервну команду в матчі чемпіонату USL проти «Орандж Каунті». Він зіграв 82 хвилини, перш ніж його замінив Зіко Бейлі.
19 вересня 2019 року Ернандес підписав професійний контракт з рідним клубом. Загалом Хорхе зіграв 86 матчів за «Лос-Анджелес Гелаксі ІІ» у лізі USL, забив 18 голів та віддав 11 результативних передач, але за основну команду так і не дебютував.
14 січня 2022 року перейшов в одеський «Чорноморець»

## Відзнаки
- У символічній збірній чемпіонату USL: 2021